# Irreligión en Guatemala
La irreligión en Guatemala puede referirse al Ateísmo, Agnosticismo, Humanismo secular, escepticismo religioso, o personas que sencillamente se identifican como no religiosas aunque algunos creen en Dios y otros son más escépticos en la creencia pero no se consideran ateos. 
En Guatemala, el crecimiento de la irreligiosas y del ateísmo ya era existente desde hace varias décadas, aunque algunos estudios visualizan que este comenzó a ser fuerte desde la década de los años 90, sin embargo, a excepción de la población que es declarada atea y agnóstica, la afiliación o suscripción a alguna iglesia es frecuente sin importar la creencia real de las personas, y muchos no religiosos sin ningún problema se identifican superficialmente en algún credo cristiano. 
La religión aún goza de nexos con la política, en 2022 Guatemala fue nombrada como "Capital Pro-vida Iberoamericana", aunque muchos guatemaltecos no aprueban las medidas conservadoras en la política.

## Crecimiento
El crecimiento de la irreligiosidad en Guatemala, en diversas encuestas desde 1990, se ha mantenido con altibajos entre el 11-16%. Esta evolución sobre las personas sin afiliación religiosa tiene mucho que ver con los acontecimientos sociales, ya que desde la época del conflicto armado ha habido un enorme éxodo de catolicismo hacia el protestantismo o la irreligión, además por el crecimiento industrial y tecnólogico, también ha hecho perder importancia hacia la religión.
Demográficamente, el número de personas no creyentes o "sin afiliación" ha crecido constantemente, en 1990 se estimaba que 987.000 personas pertenecía en esta categoría, pasando a ser hasta 1.6 millones a inicio de la década del 2000, y en 2010 siguió creciendo a 1.8 millones. 
Cronología de la religión en Guatemala
| Año  | % Creyente | % Evangélico | % Católico | % Ninguna | % Otras |
| ---- | ---------- | ------------ | ---------- | --------- | ------- |
| 1996 | 93.1%      | 25.7%        | 53.9%      | 7,7       | 12.7%   |
| 1997 | 95.8%      | 25.3%        | 53.5%      | 4,7       | 16.5%   |
| 1998 | 95.2%      | 19.2%        | 69.4%      | 5,4       | 6%      |
| 2000 | 92.3%      | 27%          | 60.2%      | 7,9       | 4.9%    |
| 2001 | 87.4%      | 29.8%        | 51.4%      | 12,9      | 5.9%    |
| 2002 | 96%        | 29.9%        | 58.2%      | 4,0       | 7.9%    |
| 2003 | 93.5%      | 29.5%        | 57.5%      | 6,5       | 6.5%    |
| 2004 | 92.7%      | 31.8%        | 58.7%      | 7,3       | 2.2%    |
| 2005 | 89.8%      | 32.8%        | 53%        | 10,2      | 4%      |
| 2006 | 92.3%      | 30.7%        | 56.9%      | 7,7       | 4.7%    |
| 2007 | 91.9%      | 34.6%        | 53.4%      | 8,1       | 3.9%    |
| 2008 | 87.4%      | 36.2%        | 48%        | 12,6      | 3.2%    |
| 2009 | 89.3%      | 36.6%        | 50.5%      | 10,7      | 2.8%    |
| 2010 | 91.3%      | 34.1%        | 54.1%      | 8,7       | 3.1%    |
| 2011 | 89.2%      | 39.2%        | 46.7%      | 10,8      | 3.3%    |
| 2013 | 91.1%      | 40.8%        | 47.2%      | 8,9       | 3.1%    |
| 2015 | 89.1%      | 43.8%        | 42.9%      | 10,9      | 2.4%    |
| 2016 | 85.3%      | 42.3%        | 40.1%      | 14,7      | 2.9%    |
| 2017 | 87.3%      | 40.2%        | 43.1%      | 12,7      | 4%      |
| 2018 | 86.1%      | 39%          | 41.7%      | 13,8      | 5.4%    |
| 2020 | 86.4%      | 42.8%        | 41.2%      | 13,3      | 2.4%    |
| 2023 | 88.9%      | 46.1%        | 42.8%      | 11,1      | 0.0%    |

Evolución sobre la afiliación religiosa en la sociedad guatemalteca entre 1990 y 2018:
| Fecha           | % Catolicismo | % Evangelismo | % Sin religión/Ateísmo/Agnosticismo | % Otros |
| --------------- | ------------- | ------------- | ----------------------------------- | ------- |
| Junio-1990      | 60.4          | 26.4          | 11.1                                | 2.1     |
| Abril-1996      | 62            | 25            | 11                                  | 2       |
| Noviembre-2001  | 55.2          | 29.8          | 12.7                                | 2.3     |
| 2006            | 54            | 34            | 10                                  | 2       |
| Septiembre-2012 | 47.7          | 38.2          | 11.6                                | 2.3     |
| 2018            | 44.7          | 42.5          | 10.7                                | 2.1     |

## Separación Iglesia-Estado en Guatemala
De acuerdo con la Constitución de la República de Guatemala en el Artículo 36: todas las religiones es libre en el país. Toda persona tiene derecho a practicar su religión o creencia, tanto en público como en privado, por medio de la enseñanza, el culto y la observancia, sin más límites que el orden público y el respeto debido a la dignidad de la jerarquía y a los fieles de otros credos.
El Estado y la Iglesia católica están plenamente separados desde 1882, bajo el gobierno del liberal reformador Justo Rufino Barrios, sin embargo, casi toda la población permaneció fielmente al catolicismo, luego de siglos de ser la religión dominante. El catolicismo comienza a decrecer hasta la década de 1960, año en que comenzó el Conflicto Armado Interno y duró hasta 1996, y su decrecimiento comienza a acelerarse desde la década de 1980, a favor del crecimiento de las Iglesias Protestantes, aunque también de personas sin ninguna afiliación religiosa, así como de las religiones mayas.

## Organizaciones laicistas
Actualmente, existen organizaciones que promueven el laicismo, irreligión y ateísmo en Guatemala, entre ellas la Asociación Guatemalteca de Humanistas Seculares, que también cuenta con su propia página web (Guatemala Secular) y la Comisión de Ateos Guatemala (COAGUA), además el país cuenta con emisoras que promueven el laicismo y la libertad de expresión como Libertópolis, aunque en el país, todavía existen algunas actitudes conservadoras que tienden a discriminar a los ateos.

## Irreligión y Sociedad
ENJU 2011, el 89% de las y los jóvenes entre 14-29 años profesa una religión y el 11% son ateos, agnósticos o sin religión Étnicamente, el 17% de los ladinos (mestizos y blancos) y el 9% de los indígenas no profesan religión y en género, este representa el 15% de los hombres y 9% para las mujeres.

## Notables Guatemaltecos ateos
- Estuardo Zapeta